# 1-е Коневе
1-е Коневе (рос. 1-е Конево) — присілок в Золотухинському районі Курської області Російської Федерації.
Населення становить 72 особи. Входить до складу муніципального утворення Дмитрієвська сільрада.

## Історія
Населений пункт розташований на території українського етнічного та культурного краю Східна Слобожанщина.
Від 2004 року входить до складу муніципального утворення Дмитрієвська сільрада.

## Населення
| 2002 | 2010 |
| ---- | ---- |
| 112  | ↘72  |